# Rosi-Mittermaier-Tunnel
Der Rosi-Mittermaier-Tunnel ist ein einröhriger Straßentunnel in den Ötztaler Alpen in Tirol. Namensgebend ist die Skirennfahrerin Rosi Mittermaier (1950–2023), nach der der Tunnel bereits 1982 benannt wurde, obwohl Straßen üblicherweise nicht nach lebenden Personen benannt werden. Die Länge der Röhre beträgt 1729 m.
Der Tunnel wurde als Tiefenbachtunnel 1982 eröffnet. Er ist der höchstgelegene Straßentunnel Europas: das Südportal befindet sich in 2829 m ü. A. Höhe. Der Tunnel führt die Ötztaler Gletscherstraße vom Rettenbachferner zur Talstation der Tiefenbachbahn. Er kann von allen Kraftfahrzeugtypen (Sattelschlepper bis 38 t) befahren werden. Es besteht ein Linienbusverkehr durch den Tunnel. Er kann auch zu Fuß durchquert werden, es besteht kein Benutzungsverbot.

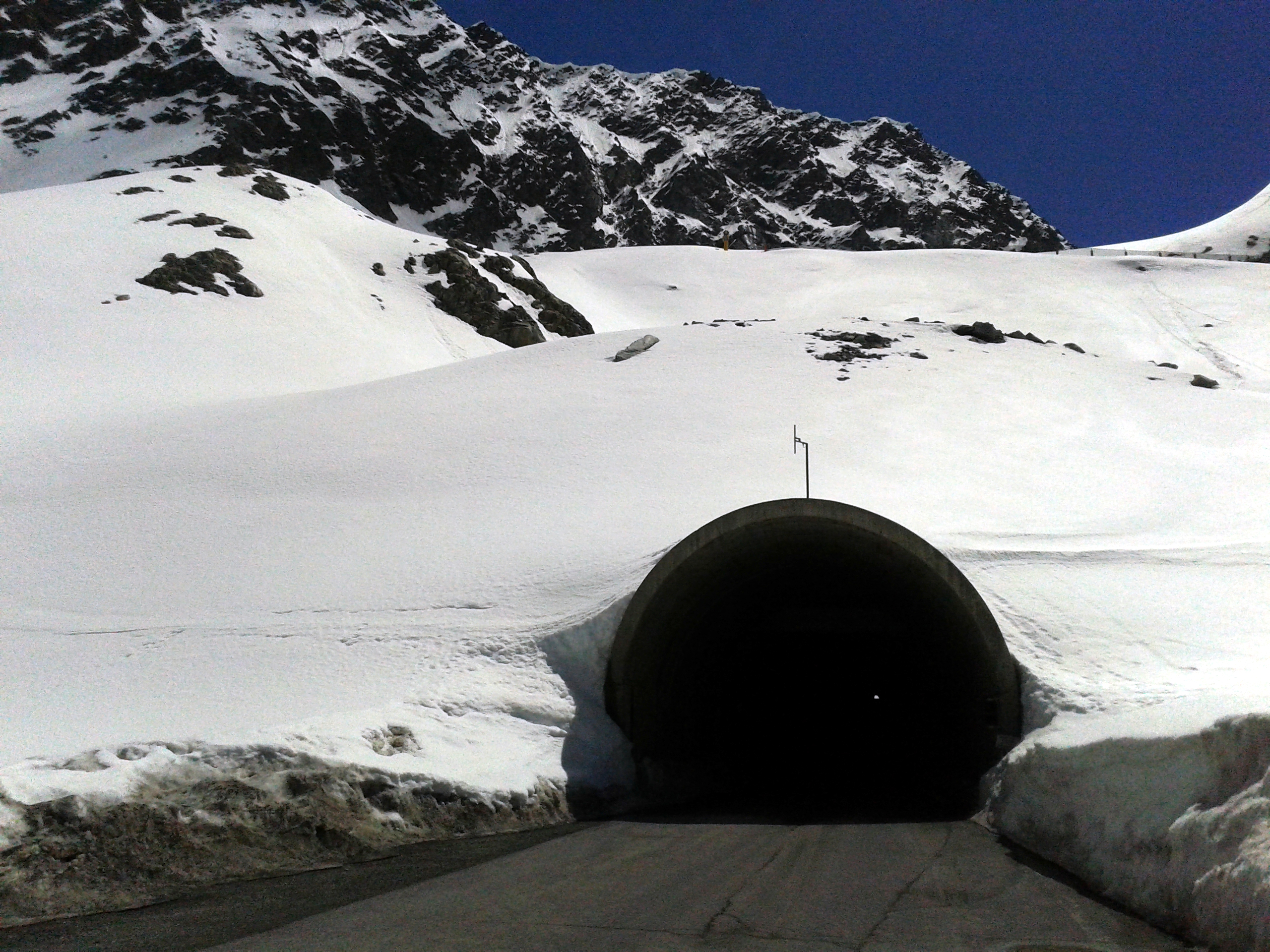
Nordportal
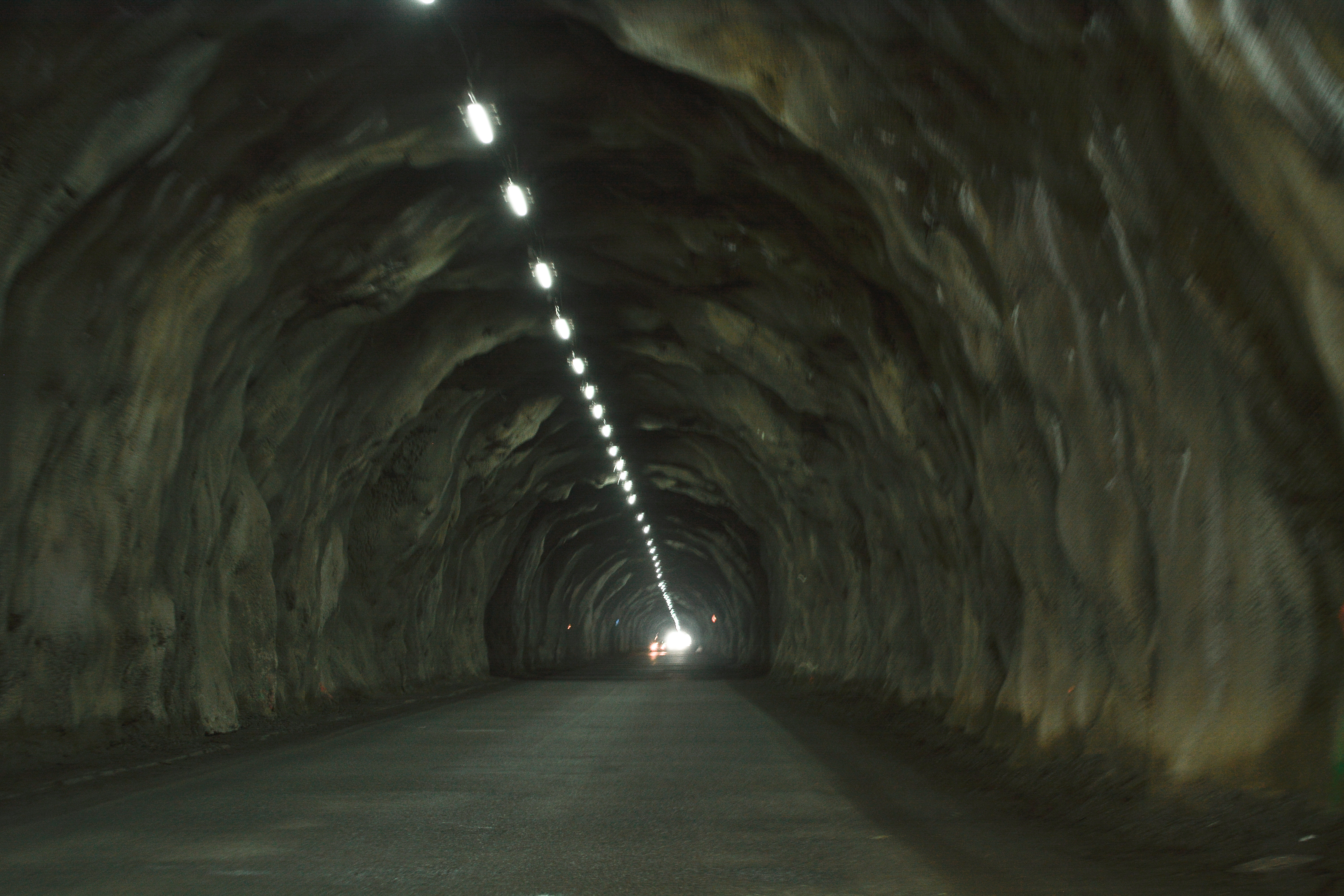
Im Tunnel
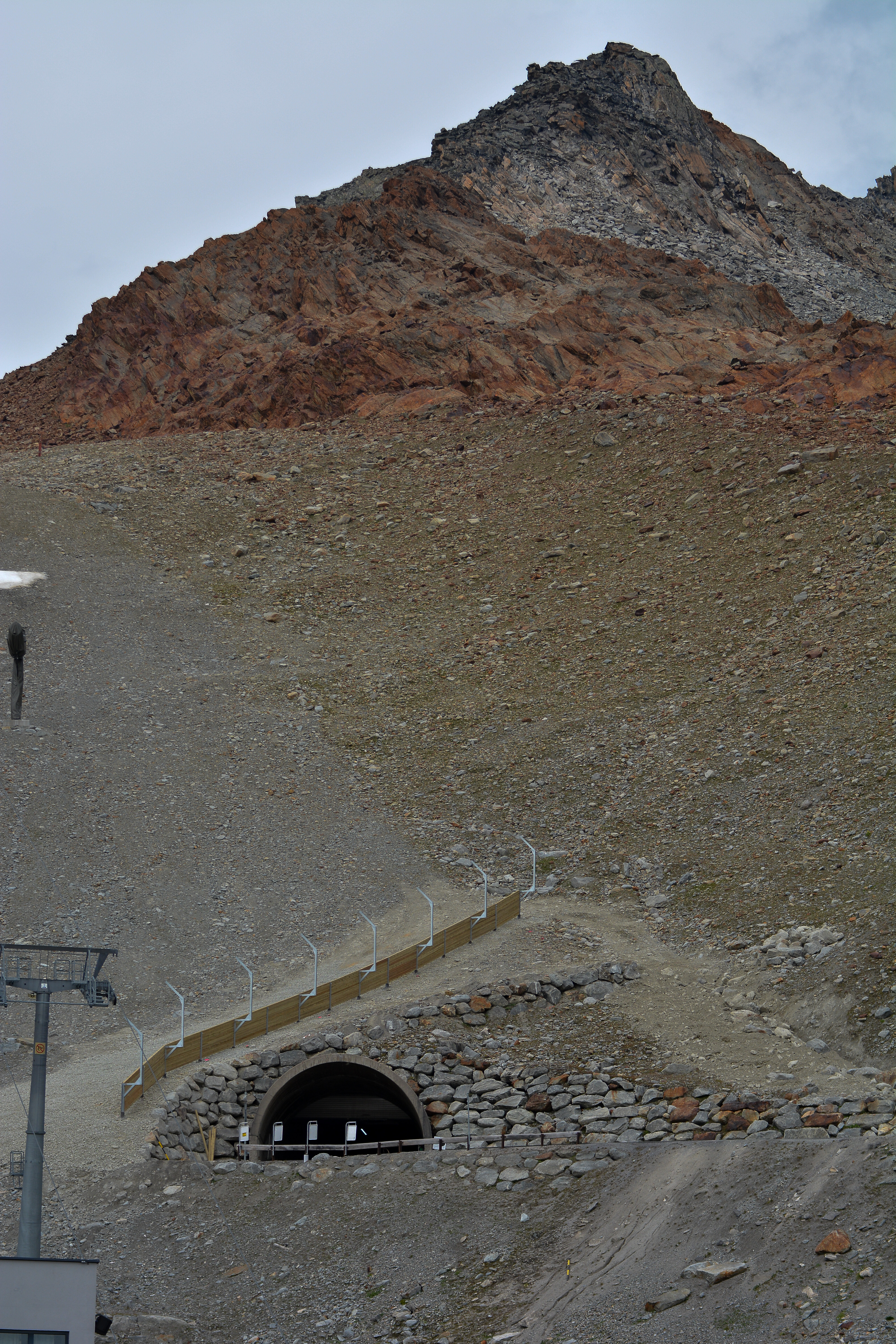
Südportal